# 沢田蒼梧
沢田 蒼梧（さわだ そうご、1998年11月9日- ）は、日本のピアニスト、医師。愛知県半田市在住。

## 人物
落語やお笑いを好み、名古屋大学で所属する卓球部の納会では、同級生と一緒に漫才を披露することになり、約二週間繰り返し映像を見て徹底的に研究し、お笑いコンビの漫才を披露したこともある。中学2年生の頃に、ピアノを辞めようと一時的に考えていたが、最後のつもりで出場した大会「ピティナ・コンペティションJr.G級」で、憧れの人物達と仲良くなり、この人達と同じステージに立ちたいと思うようになり、明確な意思を持ってピアノと向き合うようになっていった。

## 経歴
2歳の時にマツイシ楽器店ヤマハ音楽教室に入り、6歳からピアノの個人レッスンのコース生としてピアノを習い始める。15歳まで講師の山口延子・山脇一宏に師事し、15歳より関本昌平に師事している。幼少期はメジャーリーガーを夢見て、器械体操やテニスで体を鍛えていたが、小学2年の夏休みの富士登山で、山頂に到着直後、強風で巻き上がった火山灰を吸い込み、喘息を発症した。滑り止めの粉や砂埃の害を考え野球は諦めたが、喘息の治療で受けた小児科で医師の真摯な対応に感激したことがきっかけで医師を目指すようになる。
12歳の時に東海中学校・高等学校に進学し、6年連続首席で卒業する。東海中学卒業時に浄土宗門主賞、東海高校卒業時に学校賞を受賞する。2017年3月に高校卒業記念初ソロリサイタルを行い、それ以降6回のソロリサイタルを開催する。ピアノの練習環境のことを考え、自宅から通える名古屋大学医学部医学科に進学する。
2018年ジュネーブ国際音楽コンクール最年少ベスト16入選。2021年にショパン国際ピアノコンクールに出場し2次予選まで進んだ。